# Analista (canção)
"Analista" é uma canção da cantora pop brasileira Kelly Key, sendo o quarto single lançado em seu quarto álbum em estúdio, intitulado Por que Não?. Lançada oficialmente em 4 de abril de 2007.

## Composição e desenvolvimento
Composta por Andinho e, a canção explora o tema da do ciume por parte de um rapaz que persegue a namorada à todo momento, insistindo que a garota está o traindo e inventando métodos de flagra-la, mesmo com a confirmação de que a garota é inocente. O single explora, a sonoridade pop.

## Divulgação e desempenho
Kelly Key passou por poucos programas para divulgar a canção como Tudo É Possível, Raul Gil e Programa do Ratinho, além da pouca execução em rádios como Transamerica e Mix FM.

## Videoclipe
Gravado em julho de 2006, o videoclipe do single foi dirigido por Alexandre Wesley, importante diretor conhecido por trabalhos realizados em videoclipes para as gravadoras EMI e, posteriormente, Warner Music, além de trabalhos como diretor realizados pela Rede Globo. O vídeo, rodado na cidade do Rio de Janeiro, faz parte do DVD Toda Linda, realizado em vídeo-novela mostrando a cantora em férias, sendo cada vídeo passado em um local diferente, se interligando. O videoclipe mostra Kelly Key em sua casa enquanto recebe várias ligações de seu namorado, pressionado por seu ciume obsessivo, sendo que a cantora caminha pela casa enquanto se sente vigiada pelo rapaz.